# Invertase
Invertase, auch als Saccharase, β-Fructosidase und (veraltet) Invertin bezeichnet, ist ein Enzym, das Haushaltszucker (Saccharose) in Fruchtzucker (Fructose) und Traubenzucker (Glucose) hydrolytisch aufspaltet. Die resultierende Mischung heißt Invertzucker und kristallisiert im Gegensatz zu Saccharose nicht in übersättigten Lösungen. Hauptverantwortlich dafür ist die Fructose, da sie stark hygroskopisch und nur schwer kristallisierbar ist.
Invertase findet sich in Hefen, Pflanzen, Pilzen und Bakterien, so auch den symbiotischen Bakterien im Verdauungstrakt von Säugetieren und Menschen. Letztere besitzen zwar auch Enzyme, welche Saccharose spalten können, jedoch werden diese als Glucosidasen bezeichnet. Die Glucosidasen unterscheiden sich von den Invertasen in ihrer evolutionären Herkunft sowie im Katalyse-Mechanismus.

## Verwendung
Industriell wird Invertase als Feuchthaltemittel hauptsächlich bei der Herstellung von Süßwaren (Konfektfüllungen und cremig weiche Substanzen) verwendet, da der durch das Enzym gebildete Invertzucker im Gegensatz zu gewöhnlichem Zucker nicht zur Kristallbildung neigt und auch Feuchtigkeit anzieht.
Sie gilt als gesundheitlich unbedenklich.
In der EU ist Invertase als Lebensmittelzusatzstoff mit der Nummer E 1103 für alle Lebensmittel, die für Zusatzstoffe zugelassen sind, ohne Höchstmengenbeschränkung zugelassen.

## Gewinnung
Invertase wird aus Hefen gewonnen, die auch gentechnisch verändert sein können.